# Câmara dos Pares do Japão

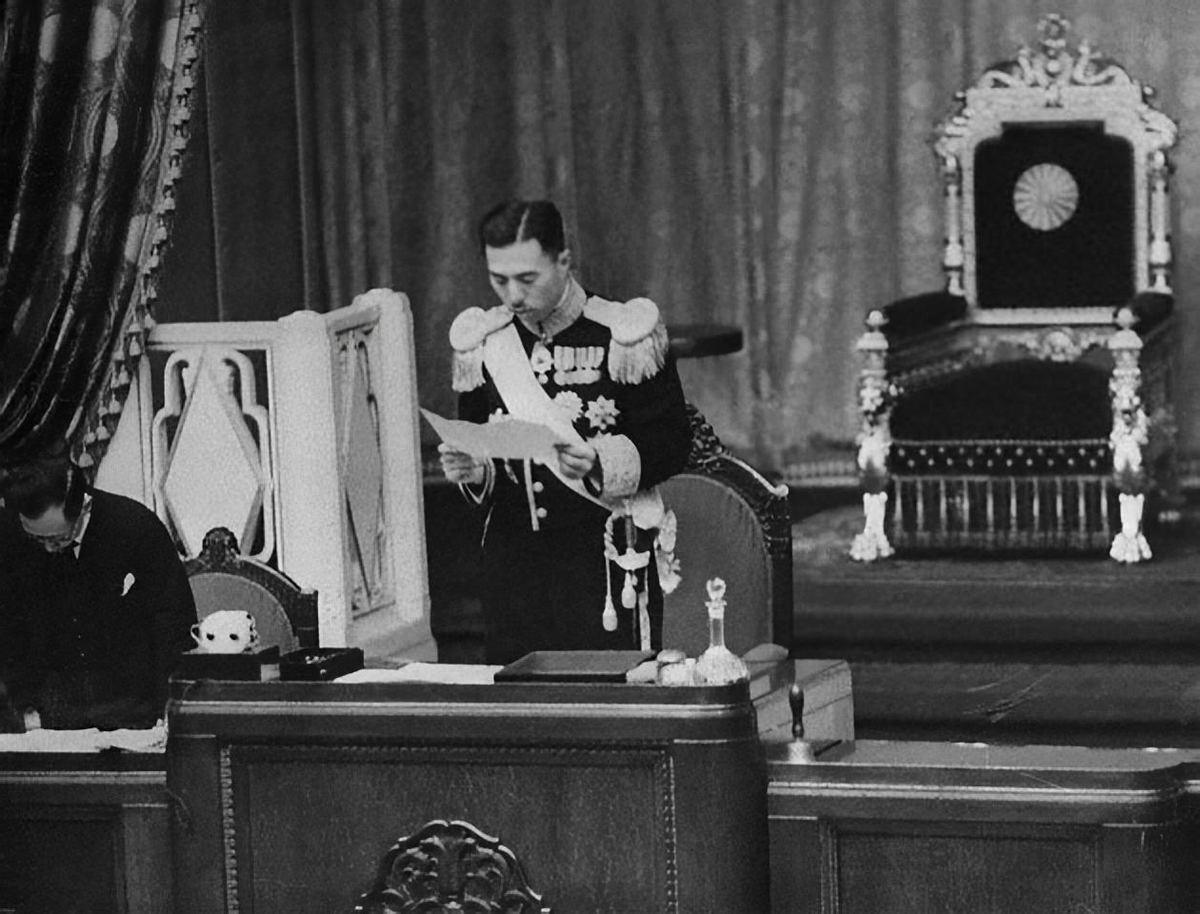
O príncipe Fumimaro Konoe discursando para a Câmara dos Pares em 1936; nota-se o trono imperial no fundo.

A Câmara dos Pares do Japão (貴族院, Kizokuin) era a câmara alta da Dieta Imperial como previsto na Constituição Meiji (em vigor de 11 de fevereiro de 1889 a 3 de maio de 1947).
Ito Hirobumi e os outros líderes do período Meiji usaram como modelo deliberadamente o órgão britânico da Câmara dos Lordes, como um contrapeso para a Casa dos Representantes (Shūgiin), popularmente eleita.
Em 1869, sob o novo governo Meiji, um pariato japonês foi criado por um decreto imperial, fundindo a antiga nobreza (kuge) e os antigos senhores feudais (daimyo) em uma única classe social aristocrática chamada de kazoku.
Uma segunda ordenança imperial em 1884 agrupou os kazoku em cinco níveis equivalentes aos príncipe (ou duque), marquês, conde, visconde e barão europeus. Apesar de essa ideia de agrupamento ter sido tomada do pariato europeu, os títulos japoneses foram tomados do chinês e baseados no antigo sistema feudal da China.
A Câmara dos Pares originalmente englobava:
1. O príncipe coroado a partir dos 18 anos
2. Todos os príncipes imperiais (shinno) e príncipes de menor grau de sangue imperial (ō) a partir dos vinte anos
3. Todos os príncipes e marqueses a partir dos 25 anos (aumentou para trinta anos em 1925)
4. 150 representantes eleitos dos níveis de condes, viscondes e barões a partir dos 25 anos (aumentou para trinta anos em 1925) para mandatos de sete anos
5. 150 membros adicionais nomeados pelo Imperador, com consulta do Conselho Privado
6. 66 representantes eleitos pelos 6 mil maiores pagadores de impostos, para mandatos de sete anos

Na primeira sessão da Dieta Imperial (1889-1890), havia 145 membros hereditários e 106 nomeados imperiais e pagadores de impostos, com um total de 251 membros.
Com a criação de novos pares, assentos adicionais para membros da antiga aristocracia coreana e quatro assentos para representantes da Academia Imperial do Japão, o total aumentou para 403 assentos em 1925. Em sua 92ª e última sessão, o número de membros era de 373.

## Presidentes da Câmara dos Pares
|   | Nome                | Título             | Período como Presidente                      | Sessões |
| - | ------------------- | ------------------ | -------------------------------------------- | ------- |
| 1 | Ito Hirobumi        | Conde (hakushaku)  | 24 de outubro de 1890 – 20 de julho de 1891  | 1       |
| 2 | Hachisuka Mochiaki  | Marquês (kōshaku)  | 20 de julho de 1891 – 3 de outubro de 1896   | 2–9     |
| 3 | Konoe Atsumaro      | Príncipe (kōshaku) | 3 de outubro de 1896 – 4 de dezembro de 1903 | 10–18   |
| 4 | Tokugawa Iesato     | Príncipe (kōshaku) | 4 de dezembro de 1903 – 9 de junho de 1933   | 19–64   |
| 5 | Fumimaro Konoe      | Príncipe (kōshaku) | 9 de junho de 1933 – 17 de junho de 1937     | 65–70   |
| 6 | Matsudaira Yorinaga | Conde (hakushaku)  | 17 de junho de 1937 – 11 de outubro de 1944  | 71–85   |
| 7 | Tokugawa Kuniyuki   | Príncipe (kōshaku) | 11 de outubro de 1944 – 19 de junho de 1946  | 86–89   |
| 8 | Tokugawa Iemasa     | Príncipe (kōshaku) | 19 de junho de 1946 – 2 de maio de 1947      | 90-92   |

Após a Segunda Guerra Mundial, sob a atual Constituição do Japão, em vigor a partir de 3 maio de 1947, a Câmara dos Pares não eleita foi substituída pela Câmara dos Conselheiros eleitos.